# Zarja
Zarja ó Заря Алтая es una variedad cultivar de ciruelo  de las denominadas "ciruelas siberianas" o también llamadas "ciruelas rusas" (Prunus rossica), un grupo único de híbridos complejos, que fue creado por criadores rusos y esta variedad es uno de sus representantes.Una variedad de ciruela siberiana obtenida en Altai por polinización libre de la variedad 'Yellow Khopty' antes de 1956.
Las frutas con talla de fruto pequeño, de forma redondos u ovalados, color de piel principal es el amarillo, completamente cubierto de un rubor rojo oscuro, con una ligera capa cerosa, y pulpa de color amarillo anaranjado, agridulce, de sabor satisfactorio. Tolera las zonas de rusticidad según el departamento USDA, de nivel 1 a 3.

## Sinonimia
- "Заря Алтая",
- "Zarya Altai".

## Historia
'Zarja' variedad de ciruela, un híbrido obtenido en el "NIISS" en la zona montañosa de Altai (pueblo de Chemal) seleccionando plántulas de polinización libre de la variedad 'Yellow Khopty'. Se obtuvo a mediados de los años 50 del siglo  XX , siendo el año de siembra en 1956. Fue obtenida por el equipo formado por V. S. Putov, I. A. Puchkin, T. M. Pletneva. El híbrido fue aceptado para pruebas estatales de variedades en 1979.
'Zarja' es una de las denominadas "ciruelas siberianas", muy temprana, destinada principalmente a las zonas de cultivo del norte con inviernos fríos y primavera inestable. Valioso por su adaptabilidad, alta resistencia a las heladas y muy buena resistencia a las enfermedades fúngicas.

## Características
'Zarja' árbol de tamaño mediano, con copa esférica. El principal tipo de formaciones frutales son las ramas en ramo. Las ramas son de color marrón grisáceo. Los brotes son de color marrón claro, con algunas lentejas blancas. Las hojas son de tamaño mediano, alargadas, de color verde, con un brillo tenue. La lámina de la hoja está ligeramente doblada en forma de bote, su ápice y su base son gradualmente puntiagudos, el borde de la hoja tiene doble crenación. El pecíolo está pigmentado. Las flores florecientes son resistentes a las heladas leves.
'Zarja' tiene una talla de fruto pequeño que pesan entre 11,0 y 12,0 g, redondos u ovalados. La cavidad peduncular es profunda y de ancho medio, el pedúnculo es corto y se separa fácilmente del fruto; la sutura ventral es moderadamente pronunciada. El color principal es el amarillo, completamente cubierto de un rubor rojo oscuro, con una ligera capa cerosa. La piel no es áspera. La pulpa es de color amarillo anaranjado, agridulce, de sabor satisfactorio.
Las ciruelas contienen sustancias solubles secas: - 14,0-19,0%, azúcares - 9,7-14,2%, ácidos - 1,6-2,3%, vitamina C - 6,0-17,0 mg %, compuestos P activos - hasta 100,0 mg%. El hueso es de tamaño mediano, semi adherido a la pulpa.
Su tiempo de recogida de cosecha se inicia en su maduración temprana a mediados de agosto. Rendimiento alto, estable y regular, inicio temprano. Resistencia a enfermedades y heladas alta.

## Usos
'Zarja' es una variedad para uso universal. Comienza a dar frutos a los 3 o 4 años después de plantarla como anual en el jardín. La productividad es alta y regular. Autofértil. La resistencia al invierno del árbol es muy alta y sus cogollos frutales son altos. No resistente a la intemperie. Moderadamente resistente a la kleasterosporiosis. Gravemente dañado por el devorador de semillas de Maslovsky.
- Ventajas de la variedad: alta resistencia al invierno y productividad.
- Desventajas: frutos de baja calidad, gravemente dañados por el devorador de semillas, inestables a la humedad.

Una buena ciruela de postre apto tanto para consumo fresco en mesa, como para procesados industriales y culinarios.